# HC Oceláři Třinec v české hokejové extralize 2024/2025
Sezóna 2024/2025 je 30. sezónou Třince v české extralize. Hlavním trenérem je Zdeněk Moták.

## Za Třinec v roce 2024/2025 hráli
| Brankář | Ondřej Kacetl     | 15. října 1990 (34 let)     |      |                                                                                           |
| Brankář | Marek Mazanec     | 18. července 1991 (33 let)  |      |                                                                                           |
| Brankář | Patrik Švančara   | 25. května 2002 (22 let)    |      |                                                                                           |
| Obránce | Marian Adámek     | 2. října 1997 (27 let)      |      |                                                                                           |
| Obránce | Marek Hrbas       | 4. března 1993 (32 let)     |      | příchod z RI Okna Berani Zlín (1. liga)                                                   |
| Obránce | Martin Jandus     | 2. prosince 1997 (27 let)   |      | příchod z Oulun Kärpät (Finsko) první zápas za Třinec 22.12.2024 proti Českým Budějovicím |
| Obránce | Bohumil Jank      | 6. července 1992 (32 let)   |      |                                                                                           |
| Obránce | Jakub Jeřábek     | 12. května 1991 (34 let)    |      |                                                                                           |
| Obránce | Patrik Koch       | 8. prosince 1996 (28 let)   |      | příchod z Tucson Roadrunners (AHL) první zápas za Třinec 6.12.2024 proti Pardubicím       |
| Obránce | Tomáš Kundrátek   | 26. prosince 1989 (35 let)  |      |                                                                                           |
| Obránce | Martin Marinčin   | 18. února 1992 (33 let)     |      |                                                                                           |
| Obránce | Richard Nedomlel  | 1. července 1993 (31 let)   |      |                                                                                           |
| Obránce | Adam Smith        | 6. listopadu 1996 (28 let)  |      | v průběhu sezony odchod do Eisbären Berlín                                                |
| Obránce | Patrik Volas      | 11. dubna 2005 (20 let)     |      |                                                                                           |
| Útočník | David Cienciala   | 1. prosince 1995 (29 let)   |      |                                                                                           |
| Útočník | Viliam Čacho      | 14. října 1998 (26 let)     |      |                                                                                           |
| Útočník | Miloš Roman       | 6. listopadu 1999 (25 let)  |      |                                                                                           |
| Útočník | Ondřej Kovařčík   | 10. června 1995 (29 let)    |      | příchod z Banes Motor České Budějovice                                                    |
| Útočník | Justin Addamo     | 27. května 1998 (26 let)    |      | příchod z Wheeling Nailers (ECHL)                                                         |
| Útočník | Michal Teplý      | 27. května 2001 (23 let)    |      | příchod z Rockford IceHogs (AHL)                                                          |
| Útočník | Vladimír Dravecký | 3. června 1985 (39 let)     |      |                                                                                           |
| Útočník | Martin Růžička    | 15. prosince 1985 (39 let)  |      |                                                                                           |
| Útočník | Patrik Hrehorčák  | 18. března 1999 (26 let)    |      |                                                                                           |
| Útočník | Petr Vrána        | 25. března 1985 (40 let)    |      | Kapitán -                                                                                 |
| Útočník | Andrej Nestrašil  | 22. února 1991 (34 let)     |      |                                                                                           |
| Útočník | Daniel Kurovský   | 4. března 1998 (27 let)     |      |                                                                                           |
| Útočník | Tomáš Marcinko    | 11. dubna 1988 (37 let)     |      | v průběhu sezony příchod z HC Kometa Brno                                                 |
| Útočník | Marko Daňo        | 30. listopadu 1994 (30 let) |      |                                                                                           |
| Útočník | Libor Hudáček     | 7. září 1990 (34 let)       |      |                                                                                           |
| Útočník | Oskar Haas        | 21. července 2003 (21 let)  |      |                                                                                           |
| Útočník | Adam Cedzo        | 23. února 2005 (20 let)     |      |                                                                                           |
| Útočník | Petr Sikora       | 2. ledna 2006 (19 let)      |      |                                                                                           |
| Útočník | Matěj Kubiesa     | 11. září 2006 (18 let)      | [33] | příchod z Prince Albert Raiders (WHL)                                                     |
| Trenéři - Zdeněk Moták, Marek Malík (odvolán) od února 2025 Boris Žabka , Jiří Raszka, Jaroslav Kameš (trenér brankářů) |                   |                             |      |                                                                                           |

## Odchody před sezonou
- Adam Polášek do	HC Verva Litvínov
- Petr Šenkeřík do Rytíři Kladno
- Adam Helewka do HC Bolzano
- Miroslav Holinka do Edmonton Oil Kings (WHL)
- Daniel Voženílek do EV Zug

## Odchody v průběhu sezony
- Radim Mrtka do	Seattle Thunderbirds (WHL)
- Kamil Walega do Vlci Žilina Tipsport liga (Slovensko)

## Přípravné zápasy před sezonou
- 13.8.2024 HC Frýdek-Místek  - HC Oceláři Třinec 2:4 (1:2, 1:0, 0:2)
- 20.8.2024 HC Oceláři Třinec - HC Slovan Bratislava  8:4 (2:2, 3:0, 3:2)
- 20.8.2024 HC Oceláři Třinec - HC MONACObet Banská Bystrica  5:2 (1:0, 1:2, 3:0)
- 29.8.2024 HC Vítkovice Ridera - HC Oceláři Třinec - 5:1 (0:0, 3:0, 2:1)

## Základní část
| Kolo | Datum      | Domácí                       | Výsledek | Hosté                        | Třetiny               | Zápis |
| ---- | ---------- | ---------------------------- | -------- | ---------------------------- | --------------------- | ----- |
| 1.   | 17.9.2024  | Sparta Praha                 | 3 : 0    | Třinec                       | (1:0, 0:0, 2:0)       | Zde   |
| 2.   | 20.9.2024  | Třinec                       | 4 : 0    | Banes Motor České Budějovice | (0:0, 2:0, 2:0)       | Zde   |
| 3.   | 21.9.2024  | Třinec                       | 1 : 2 SN | HC Kometa Brno               | (0:1, 1:0, 0:0 - 0:1) | Zde   |
| 4.   | 24.9.2024  | HC Vítkovice Ridera          | 2 : 1 PP | Třinec                       | (0:0, 1:0, 0:1 - 1:0) | Zde   |
| 5.   | 27.9.2024  | BK Mladá Boleslav            | 4 : 3 SN | Třinec                       | (0:1, 2:0, 1:2 - 0:0) | Zde   |
| 6.   | 29.9.2024  | Třinec                       | 4 : 1    | Mountfield HK                | (0:0, 1:1, 3:0)       | Zde   |
| 7.   | 1.10.2024  | Rytíři Kladno                | 3 : 2    | Třinec                       | (1:0, 2:2, 0:0)       | Zde   |
| 8.   | 4.10.2024  | Třinec                       | 6 : 3    | Bílí Tygři Liberec           | (0:0, 3:1, 3:2)       | Zde   |
| 9.   | 6.10.2024  | Třinec                       | 4 : 3 SN | HC Škoda Plzeň               | (2:0, 0:1, 1:2 - 0:0) | Zde   |
| 10.  | 11.10.2024 | HC Olomouc                   | 2 : 0    | Třinec                       | (0:0, 1:0, 1:0)       | Zde   |
| 11.  | 13.10.2024 | Třinec                       | 2 : 4    | HC Energie Karlovy Vary      | (1:0, 0:2, 1:2)       | Zde   |
| 12.  | 18.10.2024 | HC Dynamo Pardubice          | 4 : 2    | Třinec                       | (1:1, 2:0, 1:1)       | Zde   |
| 13.  | 20.10.2024 | Třinec                       | 3 : 2 PP | HC Verva Litvínov            | (1:2, 1:0, 0:0 - 1:0) | Zde   |
| 14.  | 25.10.2024 | Třinec                       | 2 : 3 SN | Sparta Praha                 | (2:1, 0:1, 0:0 - 0:0) | Zde   |
| 15.  | 27.10.2024 | Banes Motor České Budějovice | 5 : 2    | Třinec                       | (2:1, 2:0, 1:1)       | Zde   |
| 16.  | 29.10.2024 | HC Kometa Brno               | 3 : 2    | Třinec                       | (1:0, 2:0, 0:2)       | Zde   |
| 17.  | 1.11.2024  | Třinec                       | 2 : 1    | HC Vítkovice Ridera          | (1:0, 0:0, 1:1)       | Zde   |
| 18.  | 3.11.2024  | Třinec                       | 2 : 3    | BK Mladá Boleslav            | (1:1, 0:0, 1:2)       | Zde   |
| 19.  | 15.11.2024 | Mountfield HK                | 2 : 1    | Třinec                       | (1:0, 0:0, 1:1)       | Zde   |
| 20.  | 17.11.2024 | Třinec                       | 1 : 4    | Rytíři Kladno                | (1:1, 0:1, 0:2)       | Zde   |
| 21.  | 22.11.2024 | Bílí Tygři Liberec           | 2 : 1 PP | Třinec                       | (1:0, 0:1, 0:0 - 1:0) | Zde   |
| 22.  | 24.11.2024 | HC Škoda Plzeň               | 4 : 3 PP | Třinec                       | (2:1, 0:2, 1:0 – 1:0) | Zde   |
| 23.  | 26.12.2024 | Třinec                       | 2 : 1    | HC Sparta Praha              | (0:1, 2:0, 0:0)       | Zde   |
| 24.  | 29.11.2024 | Třinec                       | 3 : 2    | HC Olomouc                   | (1:1, 2:0, 0:1)       | Zde   |
| 25.  | 1.12.2024  | HC Energie Karlovy Vary      | 2 : 3 PP | Třinec                       | (1:2, 0:0, 1:0 - 0:1) | Zde   |
| 26.  | 6.12.2024  | Třinec                       | 3 : 5    | HC Dynamo Pardubice          | (0:1, 2:2, 1:2)       | Zde   |
| 27.  | 8.12.2024  | Třinec                       | 0 : 1    | HC Verva Litvínov            | (0:1, 0:0, 0:0)       | Zde   |
| 28.  | 20.12.2024 | HC Sparta Praha              | 2 : 3    | Třinec                       | (1:1, 1:1, 0:1)       | Zde   |
| 29.  | 22.12.2024 | Třinec                       | 3 : 1    | Banes Motor České Budějovice | (1:0, 1:1, 1:0)       | Zde   |
| 30.  | 26.12.2024 | HC Kometa Brno               | 4 : 2    | Třinec                       | (0:0, 2:0, 2:2)       | Zde   |
| 31.  | 28.12.2024 | Třinec                       | 4 : 0    | HC Vítkovice Ridera          | (2:0, 2:0, 0:0)       | Zde   |
| 32.  | 30.12.2024 | BK Mladá Boleslav            | 3 : 2 PP | Třinec                       | (1:0, 1:1, 0:1 – 1:0) | Zde   |
| 33.  | 3.1.2025   | Třinec                       | 1 : 0 SN | Mountfield HK                | (0:0, 0:0, 0:0 - 0:0) | Zde   |
| 34.  | 5.1.2025   | Třinec                       | 1 : 2    | Rytíři Kladno                | (0:0, 1:2, 0:0)       | Zde   |
| 35.  | 7.1.2025   | Třinec                       | 6 : 7 SN | Bílí Tygři Liberec           | (3:3, 0:2, 3:1 - 0:0) | Zde   |
| 36.  | 10.1.2025  | Třinec                       | 5 : 4    | HC Škoda Plzeň               | (1:2, 3:2, 1:0)       | Zde   |
| 37.  | 12.1.2025  | HC Olomouc                   | 3 : 2 PP | Třinec                       | (0:1, 0:1, 2:0 - 1:0) | Zde   |
| 38.  | 9.2.2025   | Třinec                       | 2 : 1    | HC Energie Karlovy Vary      | (0:1, 2:0, 0:0)       | Zde   |
| 39.  | 19.1.2025  | HC Dynamo Pardubice          | 1 : 0    | Třinec                       | (1:0, 0:0, 0:0)       | Zde   |
| 40.  | 24.1.2025  | HC Verva Litvínov            | 1 : 3    | Třinec                       | (0:0, 0:2, 1:1)       | Zde   |
| 41.  | 28.1.2025  | Banes Motor České Budějovice | 3 : 2 PP | Třinec                       | (2:0, 0:2, 0:0 - 1:0) | Zde   |
| 42.  | 31.1.2025  | Třinec                       | 1 : 3    | HC Kometa Brno               | (0:1, 0:1, 1:1)       | Zde   |
| 43.  | 2.2.2025   | HC Vítkovice Ridera          | 4 : 1    | Třinec                       | (0:0, 1:0, 3:1)       | Zde   |
| 44.  | 12.2.2025  | Třinec                       | 5 : 1    | BK Mladá Boleslav            | (2:0, 1:1, 2:0)       | Zde   |
| 45.  | 14.2.2025  | Mountfield HK                | 1 : 2    | Třinec                       | (0:0, 0:2, 1:0)       | Zde   |
| 46.  | 16.2.2025  | Rytíři Kladno                | 1 : 2    | Třinec                       | (0:0, 0:1, 1:1)       | Zde   |
| 47.  | 17.2.2025  | Bílí Tygři Liberec           | 3 : 1    | Třinec                       | (0:0, 2:1, 1:0)       | Zde   |
| Zde. | 23.2.2025  | HC Škoda Plzeň               | 1 : 2 SN | Třinec                       | (0:0, 1:0, 0:1 - 0:0) | Zde   |
| 59.  | 25.2.2025  | Třinec                       | 6 : 3    | HC Olomouc                   | (2:1, 0:1, 4:1)       | Zde   |
| 50.  | 28.2.2025  | HC Energie Karlovy Vary      | 2 : 0    | Třinec                       | (0:0, 2:0, 0:0)       | Zde   |
| 51.  | 2.3.2025   | Třinec                       | 3 : 0    | HC Dynamo Pardubice          | (1:0, 1:0, 1:0)       | Zde   |
| 52.  | 4.3.2025   | HC Verva Litvínov            | 1 : 3    | Třinec                       | (0:1, 1:1, 0:1)       | Zde   |

### Předkolo

#### HC VERVA Litvínov (7.) – HC Oceláři Třinec (10.)
| 7. března 2025 18:00 | HC VERVA Litvínov | 2 : 1 PP (0:1, 1:0, 0:0 – 1:0) | HC Oceláři Třinec | Zimní stadion Ivana Hlinky, Litvínov Návštěvnost: 4 310 |  |

| Report                                                         |                                                                |             |                     |                                                                        |
| Šimon Zajíček                                                  | Šimon Zajíček                                                  | Brankáři    | Ondřej Kacetl       | Rozhodčí: Jiří Ondráček Tomáš Mejzlík Čároví: Jiří Svoboda Jakub Dědek |
| Sukeľ (Koblasa, D. Kaše) 20:24' Čajkovič (Sukeľ, Hlava) 73:01' | Sukeľ (Koblasa, D. Kaše) 20:24' Čajkovič (Sukeľ, Hlava) 73:01' | 0:1 1:1 2:1 | 10:18' Koch (Teplý) | Rozhodčí: Jiří Ondráček Tomáš Mejzlík Čároví: Jiří Svoboda Jakub Dědek |
| 16 min                                                         | 16 min                                                         | Tresty      | 18 min              | Rozhodčí: Jiří Ondráček Tomáš Mejzlík Čároví: Jiří Svoboda Jakub Dědek |
| 27                                                             | 27                                                             | Střely      | 31                  | Rozhodčí: Jiří Ondráček Tomáš Mejzlík Čároví: Jiří Svoboda Jakub Dědek |

| 8. března 2025 17:00 | HC VERVA Litvínov | 2 : 4 (1:0, 1:3, 0:1) | HC Oceláři Třinec | Zimní stadion Ivana Hlinky, Litvínov Návštěvnost: 4 603 |  |

| Report                                             |                                                    |                         |                                                                                                |                                                                     |
| Šimon Zajíček                                      | Šimon Zajíček                                      | Brankáři                | Ondřej Kacetl                                                                                  | Rozhodčí: Tomáš Cabák Jakub Šindel Čároví: Jakub Frodl Lukáš Rampír |
| Gajdoš (Zygmunt, Jícha) 17:21' Ikonen (Gut) 25:44' | Gajdoš (Zygmunt, Jícha) 17:21' Ikonen (Gut) 25:44' | 1:0 1:1 2:1 2:2 2:3 2:4 | 24:19' Kundrátek (Růžička) 28:59' Cienciala (Marinčin) 31:25' Nedomlel (Marcinko) 59:53' Roman | Rozhodčí: Tomáš Cabák Jakub Šindel Čároví: Jakub Frodl Lukáš Rampír |
| 37 min                                             | 37 min                                             | Tresty                  | 16 min                                                                                         | Rozhodčí: Tomáš Cabák Jakub Šindel Čároví: Jakub Frodl Lukáš Rampír |
| 19                                                 | 19                                                 | Střely                  | 40                                                                                             | Rozhodčí: Tomáš Cabák Jakub Šindel Čároví: Jakub Frodl Lukáš Rampír |

| 10. března 2025 17:00 | HC Oceláři Třinec | 3 : 2 (1:0, 2:2, 0:0) | HC VERVA Litvínov | Werk Arena, Třinec Návštěvnost: 5 365 |  |

| Report                                                                                                 | |                     |                                         |                                                                       |
| Ondřej Kacetl                                                                                          | Ondřej Kacetl                                                                                          | Brankáři            | Šimon Zajíček Matej Tomek               | Rozhodčí: Jiří Ondráček Filip Vrba Čároví: Jiří Ondráček Daniel Hynek |
| Kovařčík (Hudáček, Cienciala) 17:47' Kurovský (Teplý, Sikora) 22:21' Kurovský (Hudáček, Adámek) 25:31' | Kovařčík (Hudáček, Cienciala) 17:47' Kurovský (Teplý, Sikora) 22:21' Kurovský (Hudáček, Adámek) 25:31' | 1:0 2:0 3:0 3:1 3:2 | 31:21' Sukeľ (D. Kaše, Zīle) 35:17' Gut | Rozhodčí: Jiří Ondráček Filip Vrba Čároví: Jiří Ondráček Daniel Hynek |
| 6 min                                                                                                  | 6 min                                                                                                  | Tresty              | 6 min                                   | Rozhodčí: Jiří Ondráček Filip Vrba Čároví: Jiří Ondráček Daniel Hynek |
| 32 | 32 | Střely              | 29                                      | Rozhodčí: Jiří Ondráček Filip Vrba Čároví: Jiří Ondráček Daniel Hynek |

| 11. března 2025 17:00 | HC Oceláři Třinec | 4 : 1 (0:0, 2:1, 2:0) | HC VERVA Litvínov | Werk Arena, Třinec Návštěvnost: 5 400 (vyprodáno) |  |

| Report | |                     |                            |                                                                          |
| Ondřej Kacetl | Ondřej Kacetl | Brankáři            | Matej Tomek                | Rozhodčí: Antonín Jeřábek Tomáš Mejzlík Čároví: Michal Zíka Petr Šimánek |
| Růžička (Kundrátek, Nestrašil) 24:08' Sikora (Adámek, Jank) 25:08' Hrehorčák (Marinčin, Roman) 51:30' Dravecký (Marinčin, Nestrašil) 58:57' | Růžička (Kundrátek, Nestrašil) 24:08' Sikora (Adámek, Jank) 25:08' Hrehorčák (Marinčin, Roman) 51:30' Dravecký (Marinčin, Nestrašil) 58:57' | 1:0 2:0 2:1 3:1 4:1 | 35:05' Sukeľ (Hlava, Zīle) | Rozhodčí: Antonín Jeřábek Tomáš Mejzlík Čároví: Michal Zíka Petr Šimánek |
| 4 min | 4 min | Tresty              | 4 min                      | Rozhodčí: Antonín Jeřábek Tomáš Mejzlík Čároví: Michal Zíka Petr Šimánek |
| 35 | 35 | Střely              | 23                         | Rozhodčí: Antonín Jeřábek Tomáš Mejzlík Čároví: Michal Zíka Petr Šimánek |

Konečný stav série 3:1 na zápasy pro HC Oceláři Třinec.

### Čtvrtfinále

#### HC Sparta Praha (1.) – HC Oceláři Třinec (10.)
| 16. března 2025 17:00 | HC Sparta Praha | 4 : 3 PP (2:2, 1:1, 0:0 - 1:0) | HC Oceláři Třinec | O2 arena, Libeň Návštěvnost: 17 133 |  |

| Report | |                             |                                                                               |                                                                      |
| Josef Kořenář | Josef Kořenář | Brankáři                    | Ondřej Kacetl                                                                 | Rozhodčí: Jan Hribik Jakub Zeliska Čároví: Jiří Ondráček David Thuma |
| Chlapík (Moravčík, Špaček) 03:16' Hyka (Řepík, Sobotka) 08:18' Irving (Krejčík, Kousal) 26:19' Sobotka (Hyka, Irving) 63:26' | Chlapík (Moravčík, Špaček) 03:16' Hyka (Řepík, Sobotka) 08:18' Irving (Krejčík, Kousal) 26:19' Sobotka (Hyka, Irving) 63:26' | 1:0 2:0 2:1 2:2 2:3 3:3 4:3 | 10:11' Kundrátek (Nestrašil) 12:27' Marcinko (Nestrašil) 25:15' Daňo (Sikora) | Rozhodčí: Jan Hribik Jakub Zeliska Čároví: Jiří Ondráček David Thuma |
| 31 min | 31 min | Tresty                      | 8 min                                                                         | Rozhodčí: Jan Hribik Jakub Zeliska Čároví: Jiří Ondráček David Thuma |
| 31 | 31 | Střely                      | 28                                                                            | Rozhodčí: Jan Hribik Jakub Zeliska Čároví: Jiří Ondráček David Thuma |

| 17. března 2025 19:00 | HC Sparta Praha | 2 : 1 (0:0, 0:1, 2:0) | HC Oceláři Třinec | O2 arena, Libeň Návštěvnost: 17 133 |  |

| Report                                         |                                                |             |                                       |                                                                     |
| Josef Kořenář                                  | Josef Kořenář                                  | Brankáři    | Ondřej Kacetl                         | Rozhodčí: Jiří Ondráček Peter Stano Čároví: Daniel Hynek Josef Špůr |
| Horák 49:33' Špaček (Horák, Kemiläinen) 57:48' | Horák 49:33' Špaček (Horák, Kemiläinen) 57:48' | 0:1 1:1 2:1 | 35:15' Kundrátek (Nestrašil, Růžička) | Rozhodčí: Jiří Ondráček Peter Stano Čároví: Daniel Hynek Josef Špůr |
| 8 min                                          | 8 min                                          | Tresty      | 12 min                                | Rozhodčí: Jiří Ondráček Peter Stano Čároví: Daniel Hynek Josef Špůr |
| 37                                             | 37                                             | Střely      | 22                                    | Rozhodčí: Jiří Ondráček Peter Stano Čároví: Daniel Hynek Josef Špůr |

| 20. března 2025 17:00 | HC Oceláři Třinec | 3 : 2 (1:0, 1:0, 1:2) | HC Sparta Praha | Werk Arena, Třinec Návštěvnost: 5 400 (vyprodáno) |  |

| Report | |                     |                                                         |                                                                              |
| Ondřej Kacetl                                                                                              | Ondřej Kacetl                                                                                              | Brankáři            | Josef Kořenář                                           | Rozhodčí: Antonín Jeřábek Filip Vrba Čároví: Miroslav Lhotský Stanislav Hnát |
| Kovařčík (Kurovský, Cienciala) 09:19' Nestrašil (Hrehorčák, Jank) 38:03' Marcinko (Kundrátek, Daňo) 55:42' | Kovařčík (Kurovský, Cienciala) 09:19' Nestrašil (Hrehorčák, Jank) 38:03' Marcinko (Kundrátek, Daňo) 55:42' | 1:0 2:0 2:1 2:2 3:2 | 40:58' Krejčík (Chlapík, Špaček) 55:21' Chlapík (Horák) | Rozhodčí: Antonín Jeřábek Filip Vrba Čároví: Miroslav Lhotský Stanislav Hnát |
| 4 min | 4 min | Tresty              | 6 min                                                   | Rozhodčí: Antonín Jeřábek Filip Vrba Čároví: Miroslav Lhotský Stanislav Hnát |
| 20 | 20 | Střely              | 29                                                      | Rozhodčí: Antonín Jeřábek Filip Vrba Čároví: Miroslav Lhotský Stanislav Hnát |

| 21. března 2025 17:00 | HC Oceláři Třinec | 3 : 4 PP (0:0, 1:1, 2:2 - 0:1) | HC Sparta Praha | Werk Arena, Třinec Návštěvnost: 5 400 (vyprodáno) |  |

| Report                                                                                                   | |                             | |                                                                      |
| Ondřej Kacetl                                                                                            | Ondřej Kacetl                                                                                            | Brankáři                    | Jakub Kovář | Rozhodčí: Peter Stano Tomáš Mejzlík Čároví: Daniel Hynek Michal Zíka |
| Cienciala (Daňo, Kacetl) 20:45' Kovařčík (Adámek, Kurovský) 54:06' Kovařčík (Nestrašil, Kurovský) 56:06' | Cienciala (Daňo, Kacetl) 20:45' Kovařčík (Adámek, Kurovský) 54:06' Kovařčík (Nestrašil, Kurovský) 56:06' | 1:0 1:1 1:2 2:2 3:2 3:3 3:4 | 34:51' Krejčík (Najman, Salomäki) 46:42' Horák (Irving, Kousal) 59:33' Řepík (Krejčík) 66:32' Kemiläinen (Chlapík) | Rozhodčí: Peter Stano Tomáš Mejzlík Čároví: Daniel Hynek Michal Zíka |
| 28 min                                                                                                   | 28 min                                                                                                   | Tresty                      | 8 min | Rozhodčí: Peter Stano Tomáš Mejzlík Čároví: Daniel Hynek Michal Zíka |
| 25 | 25 | Střely                      | 33 | Rozhodčí: Peter Stano Tomáš Mejzlík Čároví: Daniel Hynek Michal Zíka |

| 24. března 2025 19:00 | HC Sparta Praha | 3 : 2 (0:1, 2:0, 1:1) | HC Oceláři Třinec | O2 arena, Libeň Návštěvnost: 17 220 |  |

| Report                                                                         |                                                                                |                     |                                                                        |                                                                            |
| Jakub Kovář                                                                    | Jakub Kovář                                                                    | Brankáři            | Ondřej Kacetl                                                          | Rozhodčí: Jan Hribik Jiří Ondráček Čároví: Miroslav Lhotský Stanislav Hnát |
| Řepík (Sobotka, Kemiläinen) 26:56' Chlapík (Hyka, Irving) 28:42' Irving 45:59' | Řepík (Sobotka, Kemiläinen) 26:56' Chlapík (Hyka, Irving) 28:42' Irving 45:59' | 0:1 1:1 2:1 3:1 3:2 | 10:04' Růžička (Nestrašil, Kundrátek) 50:54' Teplý (Marcinko, Růžička) | Rozhodčí: Jan Hribik Jiří Ondráček Čároví: Miroslav Lhotský Stanislav Hnát |
| 6 min                                                                          | 6 min                                                                          | Tresty              | 28 min                                                                 | Rozhodčí: Jan Hribik Jiří Ondráček Čároví: Miroslav Lhotský Stanislav Hnát |
| 23                                                                             | 23                                                                             | Střely              | 13                                                                     | Rozhodčí: Jan Hribik Jiří Ondráček Čároví: Miroslav Lhotský Stanislav Hnát |

Konečný stav série 4:1 na zápasy pro HC Sparta Praha.

### Statistiky HC Oceláři Třinec
| Základní část | Základní část | Základní část | Základní část | Play off | Play off | Play off | Play off |
| Ročník        | Útočníci      | Obránci       | Brankáři      | Útočníci | Obránci  | Brankáři |          |
| ------------- | ------------- | ------------- | ------------- | -------- | -------- | -------- | -------- |
| 2024/2025     | Zde           | Zde           | Zde           | Zde      | Zde      | Zde      |          |